# Чичибабин, Алексей Евгеньевич
Алексе́й Евге́ньевич Чичиба́бин (17 (29) марта 1871, Полтавская губерния, Российская империя — 15 августа 1945, Париж, Франция) — российский и советский химик-органик, профессор МГУ.

## Биография
Родился 17 (29) марта 1871 года в Куземине (ныне — Сумская область, Украина) в семье чиновника, письмоводителя Зеньковской дворянской опеки. В 1874 году семья, в которой было шесть детей, переехала в уездный город Лубны. В 1879 году поступил в Лубенскую гимназию, где в шестом классе заинтересовался химией; этому способствовали учитель физики К. И. Смолич и книга «Основы химии» Д. И. Менделеева.
По окончании гимназии в 1888 году поступил в Московский университет на естественное отделение физико-математический факультет Московского университета. Здесь на него огромное влияние оказали профессор В. В. Марковников и приват-доцент М. И. Коновалов. Под руководством этих учёных им были написаны первые научные труды. В 1890 году за участие в студенческих беспорядках был исключён из университета, но вскоре восстановлен.
Окончил Московский университет в 1892 году с дипломом первой степени, но не был оставлен при нём, так как ушёл в отставку его руководитель В. В. Марковников. В течение трёх лет зарабатывал на жизнь частными уроками и журналистикой (писал в газеты заметки о научных заседаниях). В 1895—1896 гг. работал лаборантом в Александровском коммерческом училище, но в должности не был утверждён и в 1896 году устроился помощником заведующего лабораторией «Общества для содействия улучшению и развитию мануфактурной промышленности» в Москве. В 1899—1909 годах работал ассистентом кафедры неорганической и аналитической химии в Московском сельскохозяйственном институте.
После сдачи магистерских экзаменов в 1900 году был принят Приват-доцентом в Московский университет и оставался в нём до событий 1911 года. Защитил магистерскую диссертацию «О продуктах действия галоидных соединений на пиридин и хинолин» (1903) и в 1905 году был избран экстраординарным профессором в Императорский Варшавский университет, но отказался от должности. В 1908 году получил должность профессора и кафедру общей органической химии в Императорском техническом училище, которую возглавлял до 1930 года. Защитил в Санкт-Петербурге докторскую диссертацию «Исследования по вопросу о трёхатомном углероде и о строении простейших окрашенных производных трифенилметана» (1912). В 1916 году стал деканом химического факультета Московского технического училища.
В годы Первой мировой войны он организовал и возглавил Московский комитет содействия развитию фармацевтической промышленности, а в Техническом училище организовал алкалоидную лабораторию, где под его руководством было налажено производство опия, морфия, кодеина, атропина и других лекарственных средств.
В 1918 году организовал химический отдел Московского военно-промышленного комитета. Член Учёного медицинского совета Наркомздрава РСФСР (1918). Возглавлял Правление государственных химико-фармацевтических заводов ВСНХ (1918). Председатель Научно-технического совета химико-фармацевтической промышленности при ВСНХ (1922—1927). Член-корреспондент Академии наук СССР (с 1926), действительный член (с 1928).
Был женат (с 1897) на Вере Владимировне Подгорецкой. Их единственная дочь Наташа, студентка химического факультета МВТУ, 7 июля 1930 года в результате несчастного случая на производственной практике погибла от ожога олеумом (похоронена на Семеновском кладбище Москвы). Семья долго не могла прийти в себя, Вера Владимировна проходила лечение в психиатрической клинике, этим, в частности, был продиктован отъезд Чичибабина с женой за границу. В 1930 году Чичибабин получил отпуск и уехал в Париж. Во Франции работал в течение двух лет в фармацевтической лаборатории профессора М. Тиффано в Hotel-Dieu. Затем руководил исследовательской лабораторией одного из крупнейших химических концернов Etablissements Kuhlmann, был ведущим консультантом известной международной фармацевтической компании Schering и американской компании Rооsevеlt & Со. С 1931 года преподавал в Коллеж де Франс, где в 1933—1939 годах и в 1944 году заведовал кафедрой химии.
Отказался вернуться в СССР и 29 декабря 1936 года Чичибабин (а также В. Н. Ипатьев) решением общего собрания АН СССР был лишён звания действительного члена Академии; 5 января 1937 года он был лишён советского гражданства.
Умер в Париже 15 августа 1945 года.
Общее собрание АН СССР 22 марта 1990 года приняло постановление о восстановлении (посмертно) в членах Академии многих учёных, необоснованно исключённых из её состава, в том числе и А. Е. Чичибабина.

## Научная деятельность
Главным направлением научной деятельности А. Е. Чичибабина являлась химия пиридина и его производных. Родственные соединения пиридина — алкалоиды и синтетические вещества, обладающие сильным физиологическим действием, также интересовали учёного. Он предполагал, что с их помощью можно создать новые лекарства и ряд красок.
- 1894 год — доказал что реакция Коновалова применима в ряду производных пиридина[5].
- 1903 год — защитил диссертацию на степень магистра химии «О продуктах действия галоидных соединений на пиридин и хинолин».
- Открыл способ получения α-аминопиридина действием на пиридин амида натрия (реакция Чичибабина) и распространил эту реакцию на гомологи пиридина, хинолин и изохинолин[6].
- Изучил галогенирование[7] , сульфирование[8] и нитрование α-аминопиридина[9]
- Исследовал таутомерию аминопиридинов и оксипиридинов[10][11].
- Обнаружил явление фототропии — способности производных пиридина изменять окраску в зависимости от освещённости[12].
- 1924 г. — разработал способ получения производных пиридина путём конденсации альдегидов и кетонов с аммиаком[13].
- 1920—1930 г. — занимался химией бициклических соединений. Получил ряд диазотатов пиридинового альфа-ряда, которые, подобно ароматическим диазосоединениям, способны давать азокрасители[14].

Довольно важным и длительным этапом научных трудов (1902—1912) Чичибабина было исследование в области долгоживущих радикалов. Его работа по трёхатомному углероду явилась основой для создания учения о свободных радикалах. В 1912 г. он защитил докторскую диссертацию на тему «Исследования по вопросу о трёхатомном углероде и о строении простейших окрашенных производных трифенилметана».
С наступлением Первой мировой войны активно занимался созданием технологий для производства лекарств, внёс большой вклад в организацию российской фармацевтической промышленности.
- Разработал синтез ряда алкалоидов и других растительных веществ (пилокарпин, сантонин, бергенин).
- Разработал совместно с учениками технологии производства салициловой кислоты и её солей, аспирина, салола и фенацетина.
- Совместно с Н. Г. Пацуковым и В. М. Родионовым начал производство морфина и кодеина.
- По инициативе Чичибабина при Московском техническом училище организован образцовый завод химико-фармацевтических препаратов за счёт денег из казны. Впоследствии на его базе вырос первый алкалоидный завод в России (Московский алкалоидный завод, 1917 г.).

А. Е. Чичибабин также занимался синтезом с помощью магнийорганических соединений. Он обнаружил, что при взаимодействии молекулярных количеств муравьиного эфира и магнийорганического реагента в небольшом количестве образуется бензальдегид. Ему принадлежит разработка метода синтеза наиболее важного класса кислородсодержащих органических веществ — альдегидов — с помощью магнийорганических соединений.

## Педагогическая деятельность
А. Е. Чичибабин известен не только своей научной деятельностью, но также и педагогической. Много сил и времени он уделял преподаванию. Из воспоминаний о Чичибабине ученика МВТУ, академика Л. И. Кнунянца: «…сумбурные лекции, и эти многодневные экзамены слагались в довольно эффективную систему, с помощью которой Алексей Евгеньевич добивался самого главного, на что должно быть нацелено преподавание. Он развивал у учеников самостоятельное химическое мышление, ориентируясь не на отстающих, не на равнодушных, а на увлечённых, преданных».
Известно, что Чичибабин вёл курсы качественного и количественного анализа, а также курс «Экспериментальные успехи органической химии» в Московском сельскохозяйственном институте (1899—1909). Преподавал в Московском университете историю химии (1903—1904 гг.) и читал курс физики с метеорологией и химии с минералогией в Сходненской женской школе садоводства (1903 г.). Долгое время он работал в Московском высшем техническом училище, где стал деканом химического факультета (1909—1930). Организовал преподавание технологии химико-фармацевтических препаратов. После 1930 г. работал в Париже заведующим кафедрой химии в «Collège de France».
А. Е. Чичибабин является автором напечатанного в 1925 г. курса «Основные начала органической химии», который был переведён на чешский, словацкий, венгерский, французский, испанский, английский, и китайский языки. Книга является пособием для углублённого изучения органической химии, также она была рекомендована во многих университетах Франции.
Многие ученики Чичибабина добились успехов в химии: О. С. Багдасарьянц, З. В. Беневоленская, И. Г. Былинкин, О. А. Зейде, В. М. Куинджи, И. Л. Кнунянц и др.

## Общественная деятельность
А. Е. Чичибабин являлся председателем Московского комитета содействия развитию химической фармацевтической промышленности, учреждённого по его инициативе. Комитет дал начало открытию алкалоидной лаборатории при МВТУ и в Университете А. Л. Шанявского. Для изучения вопроса получения иода из водорослей комитет организовал экспедиции на Белое море и Мурман.
В 1918 г. организовал химический отдел Московского военно-промышленного комитета, который содействовал созданию многочисленных производств, в том числе было положено начало сернокислотному заводу в Растяпино.
Также являлся председателем Правления государственных химико-фармацевтических заводов ВСНХ, членом коллегии и членом Бюро фармцентра, затем председателем Комиссии по разгрузке Москвы от взрывчатых веществ и членом Учёного медицинского совета Наркомздрава (до 1930 г.). Был главным редактором Фармакопеи. В 1922—1927 гг. являлся председателем Научно-технического совета химико-фармацевтической промышленности.
Руководил разработкой новых учебных планов после установления Советской власти, был членом ректорских совещаний. Работал над восстановлением лабораторий по каучуку, фотохимии и военно-химическому делу в МВТУ.

## Звания и награды
- Золотая медаль Общества любителей естествознания.
- Премия имени А. М. Бутлерова Русского физико-химического общества.
- Премия Главнауки (1925 г.).
- Премия В. И. Ленина (1926 г., был одним из пяти учёных, получивших премию за естествознание).
- Член-корреспондент АН СССР (1926 г.).
- Академик АН СССР (1928 г.).

## Основные труды
- О продуктах действия галоидных соединений на пиридин и хинолин. Дисс. магистра химии. — Москва, Императорский Московский университет, 1902
- Исследования по вопросу о трёхатомном углероде и о строении простейших окрашенных производных трифенилметана. Дисс. докт. хим. наук. — Санкт-Петербург, 1912
- Основные начала органической химии / Под ред. П. Г. Сергеева и А. Л. Либермана. — Изд. 7-е. — М.: Госхимиздат, 1963. — 910 с.[16]